# Johanna Speidel
Johanna Speidel (1961, Reutlingen, Baden-Wurttemberg, Alemania) es una artista multidisciplinar alemana residente desde 1987 en Madrid, España.

## Trayectoria profesional
Licenciada en Bellas Artes por la Academia de Bellas Artes de Karlsruhe y de Filología Alemana por la Universidad de Karlsruhe, Alemania.
Su obra multimedia abarca múltiples formas de representación, desde la fotografía, el vídeo y las instalaciones. Desarrolla sus proyectos de forma interdisciplinar creando obras colaborativas que requieren la participación del espectador.
Desde 1996 es presidenta de la Asociación Cultural La Ternura, que organiza intercambios entre artistas, exposiciones, y acciones en la calle.
Su compromiso social, lo ha manifestado en diferentes actividades, entre otras, ejerció como docente en Berlín entre 2014 y 2016, trabajando por la integración de refugiados en el centro ZFM (Zentrum für Flüchlingshilfe und Migrationsdienste) y en la Volks Hochschule de Berlin.
Participa en la Semana de la Ciencia en el año 2017 con la exposición Enigmas.
En el año 2021, obtiene una de las ayudas de la convocatoria Ayudas a la Creación 2021 promovida por la asociación de gestión de los derechos de los artistas, VEGAP dentro la campaña S. O. S. Arte/Cultura, convocatoria de ayudas a los artistas, creada con motivo de la pandemia.
Pertenece a la asociación MAV, Mujeres en las Artes Visuales. Participó en la actividad Operación Museos MAV 2021.

## Exposiciones
Sus trabajos se han presentado en importantes ferias de arte contemporáneo como Arco, MiArt, Tránsito, Berliner Liste, Heartearth Festival and Bienal of Cerveira. 1996 “Hay ropa tendida” Instalación interactiva
1999 “Fuego” Acción interactiva
2000 “Año Cero” Proyecciones de diapositivas de 5 Asociaciones culturales de la Red-Arte y Performance
2001 “El barrio ideal-Laberinto” Vídeo-Instalación con la participación de los niños del barrio de Lavapiés
2003 “Compartir el pastel” Instalación con 200kg de frutas y verduras, entrevistando a los transeúntes, Posterior montaje en vídeo.
2005 “Madrid Beach-Party No1”
2007 “Golosinas Sonoras” “Anda la Fraternidad”, Acción por el Barrio de Lavapies
2009 “Videdeconstrucción”, presentación y charlas con videoartistas, Estudio Esperanza, Lavapies
2021 Foto - acción "sanar" ¿que?...en Cruce Arte y pensamiento

## Proyectos
Ha organizado encuentros de arte y comisariado de exposiciones como en el año 1995 -2007 Encuentros de artistas, Casa/estudio Soñar, Granada. 2004 Comisaria de la exposición “Carambolage”, Galería Por Amor á Arte, Oporto.
Productora/Comisaria de la expo “Eva:Desde Marilyn a Madonna”,
2005 “Eva:Desde Marilyn a Madonna”, Centro Municipal de Artes, Alcorcón (Madrid)
2009 y 2010 Productora y coordinadora del videoproyecto “Do it yourself: Artistas retratan a Artistas”

## Exposiciones individuales
En el año 2021, realizó una exposición fotográfica-objetual, individual en la salas de Cruce de Madrid. Una Foto-acción colaborativa con el título “Sanar…. ¿qué?” en ella, se pedía la participación dl visitante. En este espacio de arte y pensamiento denominado Cruce, ha realizado exposiciones individuales en los años 1998 y 1996, Foto-Instalación “Memoria de la paciencia”.
2017, Centro Socio Cultural Joan Miró de Móstoles, Madrid
2012 Fotografía, Galería Por Amor á Arte,Portugal
2008 Video, Instalación, Galería la Cámara Lúcida, Festival Loop, Barcelona, en la Galería Drissien, Munich, Alemania, Centro Municipal de las Artes (con P. Castrortega), Alcorcón (Madrid)
2007 Instalaciones, Galería Por Amor á Arte, Oporto, Portugal
2006 “EL MAR”, Foto-Instalación, Proyecto Hall, Universidad de León. Fotografía, Galería Taller José Rincón, Madrid
2005 Galería Dolores de Sierra, DS2, Madrid
2004 “La cuestión de la manzana”, Dep. Deutsch Individuell y Instituto Alemán, Berlin
2001 Foto-Instalaciones, Galería Caracol, Valladolid
2000 Instalación Multimedia, Museo CRAT, Oporto
2000 Trilogía en fotografía, vídeo e instalación. “You are what you eat” y “Penetraciones”, Galería Tráfico de Arte, León
1999 Project-room, Galería Por Amor á Arte, Oporto
1998 Instalaciones Multimedia, Galería Ad Hoc, Vigo
1995 Vídeo-Instalación “1&1=3”, Círculo de Bellas Artes (CBA), Madrid
1995 Vídeo-Instalación “1&1=3”, Purgatori, Valencia
1995 Dibujos/Obra Gráfica, (Goethe-) Instituto Alemán, Madrid
1992 Instalación Multimedia “Yin-Yang”, CBA, Madrid
1991 Instalación “Número cosmico” (con S.Hrdz. de la Rosa). Galería Tráfico de Arte, León
1989 Pintura/Obra Gráfica, Ayuntamiento de Madrid. Estreno de su Vídeo-Producción “Pasatiempo”, España88
1987 Pintura y Performance Galería 37, Karlsruhe, Alemania

### Exposiciones colectivas (selección)
Son muy numerosas las exposiciones colectivas en las que ha participado desde el año 2000 en España, Portugal, Brasil y Alemania. Cabe destacar en 2014 'The Window', Muestra de su proyecto de video art-entrevistas en desarrollo, La Casa Encendida de Madrid y en la revista online (3- 6.entrega) M- Arte y Cultura Visua.l III Maratón de video MAV, video 'Upside Down', La Casa Encendida, Madrid. III.Festival de Poesía Irreconciliables, video 'Ghost runner'. La Térmica, Málaga, Dip.Prov. de Andalucía. Video-proyecto 'The Mirror', Residencia de artistas, Caso do artista, Fundación Bienal de Cerveira, Portugal. Organización y participación en el proyecto online. Do it yourself IV: Videomessages. 'La Valla', Utopic_us, Madrid 2013 17.ª Bienal de Cerveira, Vila Nova de Cerveira, Portugal. 2º Maratón Video MAV, La Casa Encendida, Madrid Mostra Porto 2013, Oporto, Portugal. Hacedoras, Performance/Mesa Redonda, Universidad Complutense Madrid. Video-proyecto. 'The Window', (1.y 2.parte) M-Arte y Cultura Visual (online). Exchange (Fotografía), proyecto online de Artón/Hatajo y exposición en Espacio B, Espacio y Identidad, promovida por la Embajada Alemana de Madrid, Pasaje Fuencarral, Madrid. Muestra de Videoarte de la 17.ª Bienal de Cerveira, Festival Semibreve, Braga, Portugal. 2012 Mostra Porto, Oporto,Portugal. Electrocucciones, FIart, Madrid, Screen from Barcelona, Video, (La Noche de los Museos2012), Barcelona.